# Lost: Via Domus
Lost: Via Domus é um jogo de videogame, baseado na série de televisão da ABC Lost. Foi lançado no dia 27 de Fevereiro de 2008 para PC, Xbox 360 e PlayStation 3. Foi lançado para telefones celulares em 16 de Janeiro de 2007 e para a quinta geração de Ipods em 23 de Maio de 2007.

## Desenvolvimento
Em 22 de Maio de 2006, a Ubisoft anunciou que conseguiu a licença da Touchstone Television para criar um vídeo game baseado em Lost planejado para ser lançado em 2007. O game sera diferente da série e a Ubisoft adicionou missões extras e histórias que não estavam incluídas na televisão e para expandir o mundo paralelo da série.

## Jogabilidade
O jogador participará da sua aventura em Lost através de uma outra pessoa, nunca antes apresentada na série: Elliot. Ou seja, o jogador viverá tudo na série, porém, a partir de outro ponto de vista.